# Cryptoserphus aculeator
Cryptoserphus aculeator är en stekelart som först beskrevs av Alexander Henry Haliday 1839.  Cryptoserphus aculeator ingår i släktet Cryptoserphus, och familjen svartsteklar. Arten är reproducerande i Sverige.